# Другий Лескен
Другий Лескен (рос. Второй Лескен) — село у Лескенському районі Кабардино-Балкарії Російської Федерації.
Орган місцевого самоврядування — сільське поселення Другий Лескен. Населення становить 2285 осіб.

## Історія
Згідно із законом від 27 лютого 2005 року органом місцевого самоврядування є сільське поселення Другий Лескен.

## Населення
| 2002  | 2010  | 2012  | 2013  | 2014  | 2015  | 2016  |
| ----- | ----- | ----- | ----- | ----- | ----- | ----- |
| 2609  | ↘2285 | ↗2289 | ↘2288 | ↘2276 | ↗2310 | ↗2331 |
| 2017  | 2018  | 2019  | 2020  |       |       |       |
| ↗2357 | ↘2346 | ↗2368 | ↗2410 |       |       |       |